# Aubry-le-Panthou
Aubry-le-Panthou is een gemeente in het Franse departement Orne (regio Normandië) en telt 99 inwoners (2009). De plaats maakt deel uit van het arrondissement Mortagne-au-Perche.

## Geografie
De oppervlakte van Aubry-le-Panthou bedraagt 7,1 km², de bevolkingsdichtheid is dus 13,9 inwoners per km².
De onderstaande kaart toont de ligging van Aubry-le-Panthou met de belangrijkste infrastructuur en aangrenzende gemeenten.

## Demografie
Onderstaande figuur toont het verloop van het inwonertal (bron: INSEE-tellingen).